# Wicohen
Wicohen (mort avant 990) est un archevêque de Dol du Xe siècle.

## Biographie
Wicohen ou Iuthoven ou Juthoven semble être le successeur de l'archevêque de Dol de Bretagne anonyme qui selon Flodoard, meurt en 944 étouffé par la foule dans sa cathédrale lors d'une  attaque des vikings  Après qu'Alain Barbetorte ait chassé ces derniers de la région il est porté à l'épiscopat et il est le témoin d'une donation du duc en faveur de l'abbaye de Landevennec vers 950
Wicohen doit être un proche du duc, il lui est peut-être même apparenté, car après la mort d'Alain en 952 Thibaud de Blois, beau-frère du défunt et tuteur de son fils le jeune Drogon lui délègue le gouvernement de la Domnonée entre Dol de Bretagne et le Léon. Cette fonction est attribuée au prélat à titre personnel et non pas comme archevêque de Dol et doit revenir au pouvoir ducal à la mort de Wicohen. Ce dernier met à profit sa position éminente pour assujettir Juhel Bérenger le comte de Rennes vers 960 qui devient de facto son vassal. Selon la Chronique de Saint Brieuc Juhel qui devait alors être affaibli par l'âge vit sous le patronage de l’archevêque et « s'assoit à sa table parmi ses familiers. »
Après la mort de Juhel Bérenger vers 970 son fils l'entreprenant Conan impose progressivement son pouvoir sur le duché de Bretagne et il contraint Wicohen à se contenter de ses domaines épiscopaux. Wicohen meurt peu après à une date indéterminée mais en 990 son siège est occupé par un autre prélat Main qui intervient le 28 juillet avec les autres évêques de Bretagne, lors la confirmation d’une donation faite à Dol par le duc en faveur de l’abbaye du Mont-Saint-Michel.

## Postérité
Wicohen était un prélat marié qui pratiquait le népotisme. Selon la Chronique de Nantes, il avait un fils nommé Gauthier qu'il fait désigner comme évêque de Nantes par les Nantais vers 960 , et qui meurt vers 981  Après la mort de Gautier évêque de Nantes et fils de Wicohen de Dol c'est l'un des bâtards d'Alain Barbetorte, Guerech qui accède à l'épiscopat.

## Sources
- Amédée Guillotin de Corson, Pouillé Historique de l’archevêché de Rennes, Mayenne, Éditions Régionales de l'Ouest, 1997, 840 p. (ISBN 2-85554-083-6), p. 396, Tome I
- Arthur de La Borderie, Histoire de la Bretagne, Mayenne, réédition Joseph Floch, 1975, Tome II: 406,414,450,422-424,503.
- (la) Jean-Barthélemy Hauréau, Gallia Christiana, vol. XIV Provincia Turonensi, Paris, Firmin-Didot, 1856, p. 1044 Eclesia Dolenis, Episcopi Dolensis XV Wichonenus